# Conistra ferruginea
Conistra ferruginea là một loài bướm đêm trong họ Noctuidae.